# Pármai Éva
Pármai Éva névvariáns: Pármay Éva (Budapest, 1940. október 23. –) magyar rádióbemondó, műsorvezető, előadóművész.

## Életpályája
Gyerekszínészként lépett először a Rádióba, Rózsahegyi Kálmán színitanodájában tanult. 1964-től volt a Magyar Rádió bemondója, dolgozott mindhárom rádióadón (Kossuth Rádió; Petőfi Rádió; Bartók Rádió). Többször volt hangpárja a férfi bemondók közül: Pintér Sándor, Dömök Gábor és Egressy István is. Műsorvezetőként és előadóművészként irodalmi műsorokban is fellépett.
Az 1980-ban a Fészek Művészklubban megrendezett esten, a rádió népszerű bemondóival készült műsort a rádió is rögzítette. A Magyar Nemzet is írt róla: 

„ a kritikus,… elismerése jeléül… följegyzi a… pódiumra lépő vendégeket: Körmendy Lászlót és Bán Györgyöt, akik rádiós múltjukból meséltek érdekes és humoros eseteket; Pármai Éva egy ritkán hallható Tóth Árpád-verset mondott el, Vadász Ágnes Molière Tartuffejéből Dorine-t elevenítette meg, P. Debrenti Piroska Lehár-operettet énekelt, Ulbrich András a Filléres emlékeim című dalt Bródy Jánostól, olyan átéléssel, mintha maga volna a szerzője. Szalóczy Páltól egy néger spirituálét hallottunk, Péter Ferenctől egy szenvedélyes francia sanzont. Egressy István egy vidám Szeberényi Lehel-novellát mondott el könnyed s finom humorral.”

Felolvasóként készített hangoskönyveket, többek között a Magyar Vakok és Gyengénlátók Országos Szövetsége könyvtárának is. 1994-ben Barra Máriával és másokkal, létrehozták a Démoszthenész beszéd-előadói és szónokképző alapítványt, ahol tanítással is foglalkozott. Erről az alábbiakat mondta: 

„Maga a tény, ha valaki szükségét érzi, hogy fejlessze beszédkészségét, önismereten, igényességen alapul. Igaz, mi nem beszédhibásokat tanítunk, hanem a jó adottságokat igyekszünk még jobbá tenni.”

A MÚOSZ tagja. 2024-ben magánkiadásban jelent meg önéletrajzi könyve Ataluti címmel, amelyben gyermekkori élményeit, és rádiós emlékeit írta meg.

## Rádiós munkáiból
- Hajnaltól reggelig (Kossuth Rádió) – bemondó
- Vidáman – Frissen! (Kossuth Rádió) – bemondó
- Jó reggelt! A Kossuth rádió reggeli műsora – bemondó
- Esti Magazin (Kossuth Rádió) – hírolvasó, bemondó
- Dallamkoktél (Petőfi Rádió) – adásvezető bemondó
- Muzsikáló reggel (Bartók Rádió) – bemondó
- Társalgó – Rádióbemondókkal beszélgetett Sumonyi Papp Zoltán (Mélykuti Ilona, Pármai Éva, Török Annamária, Vadász Ágnes, Bozai József, Bőzsöny Ferenc, Egressy István, Korbuly Péter, Mohai Gábor, Péter Ferenc, Szalóczy Pál és Ulbrich András)
- Százszorszép Színház. Álom a vár alatt. Áprily Lajos költeményének rádióváltozata. Zenéjét szerezte: Vukán György. – közreműködő
- Leonardo Sciascia:  A Moro-ügy – Dokumentumok egy politikai gyilkosság történetéből. (rádiójáték) – szereplő, közreműködő: Bemondó
- Ludvík Aškenazy: Az ön számlájára ment (Rádiószínház) – hangok (szereplő, közreműködő)

## Hangoskönyv
- Jókai Mór: Szeretve, mind a vérpadig
- Fekete István: Tüskevár
- Fekete István: Téli berek

## Előadóművészi fellépéseiből
- Egyetlen szó – ezer nyelven  (Ágai Karola és Bende Zsolt dalestje, a Belvárosi Irodalmi Presszóban) Verskeret: Pármai Éva, a zongoránál: Szenthelyi Judit[10]
- László Anna szerzői estje az Építők Irodalmi Presszójában – Bevezető: Hegedüs Géza, közreműködtek: Schubert Éva, Pécsi Ildikó, Csernus Mariann, Móni Ottó, Árvay Ágnes, Nagy Bálint, Pármai Éva, Horváth Imre és Szép Ilona[11]
- Mikszáth Kálmán–est (közreműködtek: Kádár Flóra; Joó László és Pármai Éva)[12]
- Mimek és mesék (mesemondó: Pármai Éva)[13]